# Aram Frenkian
Aram Frenkian (n. 19 martie 1898, Constanța – d. 10 septembrie 1964, București) a fost filolog, logician și filosof român, de formație clasicist, ales membru post-mortem al Academiei Române (în 2006).
Frenkian a scris peste cincizeci de studii și cărți de filosofie, axându-se în mod special pe spațiul cultural dintre Occident și Orient.

## Biografie

### Ani timpurii
Aram Frenkian s-a născut în Constanța, într-o familie de armeni refugiați din Imperiul Otoman. A făcut studiile la București, unde a terminat liceul Gheorghe Lazăr, manifestându-și de atunci înclinația către filosofie, matematică și limbi străine (în special cele clasice, latina și greaca veche). După ce a absolvit cursurile universitare, în 1926, a plecat la Paris, unde a studiat doi ani filosofia la Sorbona și l'École des Hautes  Études, păstrându-și, în același timp, interesul pentru limbile clasice și orientale.

### Carieră
Ȋn 1931, întors în țară, a obținut distincția Magna cum laude pentru doctoratul în litere și filosofie cu teza Cosmologia lui Heraclit din Efes. După câțiva ani, în 1937, și-a început cariera universitară ca asistent de limba elină. Ȋn 1945 a devenit conferențiar la Facultatea de Filologie din București, iar în 1957 a fost numit profesor la catedra de filologie clasică în cadrul aceleiași facultăți.
Din 1964 a devenit șeful secției de istorie la Institutul de Logică din București.
Aram Frenkian a decedat în același an, în urma unui atac de cord.
Ȋn anul 2006 a fost ales membru post-mortem al Academiei Române.

## Distincții
- Ordinul Muncii clasa a III-a (13 octombrie 1964) „cu prilejul aniversarii a 100 de ani de la înființarea Universității din București, pentru activitate îndelungată, contribuție în dezvoltarea științei și merite deosebite în dezvoltarea învățămîntului superior”[1]

## Operă
Aram Frenkian a fost interesat în mod special de temele filosofiei presocratice și cele legate de Homer. A scris peste cincizeci de lucrări, studii și cărți, în care a abordat probleme de istoriografie filosofică.
- Mimesis și muzica: o contribuțiune la estetica lui Platon și Aristotel  (Cernăuți; Editura Glasul Bucovinei, 1932)
- Études de philosophie présocratique I. Héraclite d΄Éphèse (Cernăuți, Glasul Bucovinei, 1933)
- Le monde homérique. Essai de protophilosophie greque (Paris, Editura J. Vrin, 1934)/Lumea homerică - Eseu de protofilosofie greacă (București, Editura Herald, traducător: Nicolae Baltă, 2012)
- Le Problème homérique: Considérations sur l'origine des épopées homériques (Paris, Editura J. Vrin, 1935)
- Études de philosophie présocratique II. Empédocle d΄Agrigente - Parmenide d΄Élée (Paris, Editura J. Vrin, 1937)
- Le réalisme grec (Cernăuți, Editura Glasul Bucovinei, 1939)
- Le postulat chez Euclide et chez les modernes (Paris, Editura J. Vrin, 1940)
- La méthode hippocratique dans le Phèdre de Platon (București, Imprimeria Națională, 1941)
- Gelozia zeilor la vechii greci (București, Imprimeria Națională, 1945)
- L'Orient et les origines de l'idéalisme subjectif dans la pensée européenne. Tome I. La Doctrine théologique de Memphis (Paris, P. Geuthner, 1946)
- Scepticismul grec și filosofia indiană (București, Editura Academiei Republicii Populare Române, 1957)
- Curs de istoria literaturii grecești: Epoca clasică (Secolele al V-lea și al IV-lea i.e.n.) (București, Editura Didactică și Pedagogică, 1962)
- Înțelesul suferinței umane la Eschil, Sofocle și Euripide (București, Editura pentru Literatură Universală, 1969)